# Alexander von Humboldt II
Pour les articles homonymes, voir Alexander von Humboldt (homonymie).
L’Alexander von Humboldt II est un trois-mâts barque à coque acier, remplaçant l'ancien navire-école de la Sail Training Association of Germany (STAG) Alexander von Humboldt.

## Histoire
La quille de ce nouveau navire-école allemand a été posée le 11 décembre 2008 au chantier naval Brenn-und VerformTechnik (BVT) de Brême. Il a été lancé le 24 septembre 2011.
C'est le second grand voilier à être construit en Allemagne après le trois-mâts goélette Lili Marleen en 1994.
Il sera présent à la Mediterranean Tall Ships Regatta 2013 et fera escale à la Toulon Voiles de Légende du 27 au 30 septembre 2021